# Nordöbeckasin
Nordöbeckasin(Coenocorypha barrierensis) är en utdöd fågel i familjen snäppor inom ordningen vadarfåglar som tidigare förekom på den nyzeeländska Nordön.

## Utseende
Nordöbeckasinen var en 19–24 centimeter lång beckasin med brun fjäderdräkt, lång näbb, korta ben och mörk linje genom ögat.

## Tidigare utbredning och systematik
Fågeln häckade tidigare på Nordön i Nya Zeeland, inklusive Little Barrier Island (därav dess vetenskapliga namn) och Browns Island. Tidigare har denna liksom den utdöda sydöbeckasinen (C. iredalei) och den ännu levande arten snaresbeckasin (C. huegeli) behandlats som en del av Coenocorypha aucklandica. Vissa gör det fortfarande.

## Utdöende
IUCN kategoriserar den som utdöd sedan 1870.